# Chess Titans
Chess Titans es un videojuego de ajedrez incluido en Windows Vista Home Premium, Business, Enterprise y Ultimate, y en Windows 7 Home Premium, Professional, Enterprise, y Ultimate, aunque existen en Internet versiones para Windows XP.

## Gráficos
El juego es completamente animado y diseñado para Windows Aero con una vista cristalina. El tablero del juego rota en tres dimensiones y la selección de los temas están disponibles para las piezas del tablero.

## Modalidades de juego

### Jugador vs. Ordenador
Los jugadores pueden jugar contra la máquina después de haber seleccionado el grado de dificultad de juego en una escala de 1 a 10.
Después de que la máquina haga un movimiento, el jugador puede volver a ver el movimiento anterior. Al hacer clic en una pieza de ajedrez, Chess Titans destaca todos los movimientos posibles, que ayuda al jugador en el juego. Esta opción se puede también desactivar.

### Jugador vs. Jugador
En un juego de dos jugadores, el tablero del ajedrez da automáticamente una vuelta de 180 grados después de que un jugador haya hecho su movimiento; esta opción puede mantenerse apagada. Chess Titans guarda todos las puntuaciones de esta modalidad de juego.
- Datos: Q1370646